# Romeo Castelen
Romeo Erwin Marius (Romeo) Castelen (Paramaribo, 3 mei 1983) is een voormalig Nederlands profvoetballer van Surinaamse afkomst die bij voorkeur als rechtsbuiten speelde. Castelen was van 2004 tot 2007 international in het Nederlands voetbalelftal, waarvoor hij tien wedstrijden speelde en een keer scoorde.

## Carrière
Castelen speelde in de jeugd voor De Volewijckers, Sparta en ADO Den Haag. Voor laatstgenoemde club speelde hij ook zijn eerste vier seizoenen in het betaald voetbal, de eerste drie in de Eerste divisie en het vierde in de Eredivisie. Hij doorliep in die tijd verschillende nationale jeugdelftallen. In het seizoen 2004/05 maakte Castelen de overstap naar Feyenoord en debuteerde hij in het Nederlands elftal.
In de aanloop van het seizoen 2006/07 raakte Castelen ernstig geblesseerd, waardoor hij tot in 2007 niet in actie kwam voor Feyenoord. In de zomer van 2007 verhuisde hij naar Hamburger SV, waar hij een contract tekende voor vier seizoenen. Zijn verblijf bij HSV werd een aaneenschakeling van blessures en revalidatieperioden. In 2012 werd bekend dat HSV zijn contract niet wilde verlengen, waardoor hij transfervrij mocht vertrekken.
In februari tekende Castelen een contract bij Volga Nizjni Novgorod. Daar speelde hij in twee wedstrijden en zijn contract werd niet verlengd. In juli 2013 legde RKC Waalwijk hem voor twee jaar vast. Op 11 augustus 2013 maakte hij zijn eerste doelpunt in vier jaar, tegen Vitesse. Met RKC degradeerde hij op zondag 18 mei 2014 uit de Eredivisie na een nederlaag (over twee wedstrijden) tegen Excelsior in de play-offs. Daarna vertrok hij naar Western Sydney Wanderers en het Zuid-Koreaanse Suwon Samsung Bluewings. Vanaf januari 2017 speelde hij bij het Chinese Zhejiang Yiteng. In januari 2018 tekende Castelen een contract tot het einde van het seizoen bij VVV-Venlo. In juli 2018 mocht Castelen vertrekken bij VVV Venlo. Sindsdien is hij gestopt als profvoetballer.

## Clubstatistieken
| Seizoen | Club                     |            | Competitie        | Competitie | Competitie | Beker | Beker | Continentaal1 | Continentaal1 | Overig2 | Overig2 | Totaal | Totaal |
| Seizoen | Club                     | Wed.       | Competitie        | Dlp.       | Wed.       | Dlp.  | Wed.  | Dlp.          | Wed.          | Dlp.    | Wed.    | Dlp.   |        |
| ------- | ------------------------ | ---------- | ----------------- | ---------- | ---------- | ----- | ----- | ------------- | ------------- | ------- | ------- | ------ | ------ |
| 2000/01 | ADO Den Haag             | Nederland  | Eerste divisie    | 3          | 0          | 0     | 0     | —             | —             | —       | —       | 3      | 0      |
| 2001/02 | ADO Den Haag             | Nederland  | Eerste divisie    | 28         | 7          | 4     | 1     | —             | —             | 0       | 0       | 32     | 8      |
| 2002/03 | ADO Den Haag             | Nederland  | Eerste divisie    | 24         | 9          | 3     | 2     | —             | —             | —       | —       | 27     | 11     |
| 2003/04 | ADO Den Haag             | Nederland  | Eredivisie        | 28         | 4          | 1     | 0     | —             | —             | —       | —       | 29     | 4      |
| 2004/05 | Feyenoord                | Nederland  | Eredivisie        | 30         | 10         | 3     | 0     | 7             | 0             | —       | —       | 40     | 10     |
| 2005/06 | Feyenoord                | Nederland  | Eredivisie        | 23         | 9          | 0     | 0     | 2             | 0             | 1       | 0       | 26     | 9      |
| 2006/07 | Feyenoord                | Nederland  | Eredivisie        | 12         | 1          | 0     | 0     | 0             | 0             | 2       | 1       | 14     | 2      |
| 2007/08 | Hamburger SV             | Duitsland  | Bundesliga        | 13         | 0          | 1     | 1     | 6             | 1             | —       | —       | 20     | 2      |
| 2008/09 | Hamburger SV             | Duitsland  | Bundesliga        | 0          | 0          | 0     | 0     | 0             | 0             | —       | —       | 0      | 0      |
| 2009/10 | Hamburger SV             | Duitsland  | Bundesliga        | 2          | 1          | 1     | 0     | 3             | 0             | —       | —       | 6      | 1      |
| 2010/11 | Hamburger SV             | Duitsland  | Bundesliga        | 0          | 0          | 0     | 0     | 0             | 0             | —       | —       | 0      | 0      |
| 2011/12 | Hamburger SV             | Duitsland  | Bundesliga        | 2          | 0          | 0     | 0     | 0             | 0             | —       | —       | 2      | 0      |
| 2009/10 | Hamburger SV II          | Duitsland  | Regionalliga Nord | 1          | 0          | —     | —     | —             | —             | —       | —       | 1      | 0      |
| 2011/12 | Hamburger SV II          | Duitsland  | Regionalliga Nord | 4          | 5          | —     | —     | —             | —             | —       | —       | 4      | 5      |
| 2012/13 | Volga Nizjni Novgorod    | Rusland    | Premjer-Liga      | 2          | 0          | 0     | 0     | —             | —             | —       | —       | 2      | 0      |
| 2013/14 | RKC Waalwijk             | Nederland  | Eredivisie        | 29         | 6          | 1     | 0     | —             | —             | 4       | 0       | 34     | 6      |
| 2014/15 | Western Sydney Wanderers | Australië  | A-League          | 16         | 2          | —     | —     | 7             | 2             | —       | —       | 23     | 4      |
| 2015/16 | Western Sydney Wanderers | Australië  | A-League          | 28         | 7          | —     | —     | —             | —             | —       | —       | 28     | 7      |
| 2016    | Suwon Samsung Bluewings  | Zuid-Korea | K League Classic  | 5          | 0          | 0     | 0     | —             | —             | —       | —       | 5      | 0      |
| 2017    | Zhejiang Yiteng          | China      | Jia League        | 23         | 4          | 0     | 0     | —             | —             | —       | —       | 23     | 4      |
| 2017/18 | VVV-Venlo                | Nederland  | Eredivisie        | 14         | 0          | 0     | 0     | —             | —             | —       | —       | 14     | 0      |
| Totaal  | Totaal                   | Totaal     | Totaal            | 287        | 65         | 14    | 4     | 25            | 3             | 7       | 1       | 333    | 73     |

Bijgewerkt tot en met 6 mei 2018.

## Interlandcarrière
Nederland
Castelen debuteerde op 18 augustus 2004 in het Nederlands voetbalelftal, in een oefeninterland tegen Zweden. Toenmalig bondscoach Marco van Basten liet Castelen in 2006 op het laatste moment buiten zijn selectie voor het WK 2006. Als aanvaller in Jong Oranje won hij dat jaar vervolgens het EK -21. Dit was de eerste grote prijs in zijn carrière. Castelen speelde zijn laatste interland op 6 juni 2007, tegen Thailand.
| Interlands van Romeo Castelen voor Nederland | Interlands van Romeo Castelen voor Nederland | Interlands van Romeo Castelen voor Nederland | Interlands van Romeo Castelen voor Nederland | Interlands van Romeo Castelen voor Nederland | Interlands van Romeo Castelen voor Nederland |
| №                                            | Datum                                        | Wedstrijd                                    | Uitslag                                      | Competitie                                   | Goals                                        |
| Als speler van Feyenoord                     | Als speler van Feyenoord                     | Als speler van Feyenoord                     | Als speler van Feyenoord                     | Als speler van Feyenoord                     | Als speler van Feyenoord                     |
| -------------------------------------------- | -------------------------------------------- | -------------------------------------------- | -------------------------------------------- | -------------------------------------------- | -------------------------------------------- |
| 1                                            | 18 augustus 2004                             | Zweden – Nederland                           | 2 – 2                                        | Vriendschappelijk                            | 0                                            |
| 2                                            | 8 september 2004                             | Nederland – Tsjechië                         | 2 – 0                                        | WK-kwalificatie                              | 0                                            |
| 3                                            | 9 oktober 2004                               | Macedonië – Nederland                        | 2 – 2                                        | WK-kwalificatie                              | 0                                            |
| 4                                            | 13 oktober 2004                              | Nederland – Finland                          | 3 – 1                                        | WK-kwalificatie                              | 0                                            |
| 5                                            | 9 februari 2005                              | Engeland – Nederland                         | 0 – 0                                        | Vriendschappelijk                            | 0                                            |
| 6                                            | 26 maart 2005                                | Roemenië – Nederland                         | 0 – 2                                        | WK-kwalificatie                              | 0                                            |
| 7                                            | 30 maart 2005                                | Nederland – Armenië                          | 2 – 0                                        | WK-kwalificatie                              | 1                                            |
| 8                                            | 12 november 2005                             | Nederland – Italië                           | 1 – 3                                        | Vriendschappelijk                            | 0                                            |
| 9                                            | 2 juni 2007                                  | Zuid-Korea – Nederland                       | 0 – 2                                        | Vriendschappelijk                            | 0                                            |
| 10                                           | 6 juni 2007                                  | Thailand – Nederland                         | 1 – 3                                        | Vriendschappelijk                            | 0                                            |

## Privé
Castelens moeder en zus kwamen in 1989 om bij de SLM-ramp.
In 2019 werd hij op luchthaven Schiphol aangehouden met bijna 140.000 Euro cash geld. Het Openbaar Ministerie verdenkt hem van witwassen van een bedrag van 2,2 miljoen Euro. Hij ontkent zelf alle beschuldigingen.

## Erelijst
| Competitie                              |              |              |              |              |
| Competitie                              | Aantal       | Jaren        |              |              |
| ADO Den Haag                            | ADO Den Haag | ADO Den Haag | ADO Den Haag | ADO Den Haag |
| --------------------------------------- | ------------ | ------------ | ------------ | ------------ |
| Eerste divisie                          | 1x           | 2002/03      |              |              |
| Sydney Wanderers                        |              |              |              |              |
| AFC Champions League                    | 1x           | 2014         |              |              |
| Suwon Bluewings                         |              |              |              |              |
| FA Cup                                  | 1x           | 2016         |              |              |
| Nederland –21                           |              |              |              |              |
| Europees kampioenschap voetbal onder 21 | 1x           | 2006         |              |              |